# 褐喉旋木雀
褐喉旋木雀（学名：Certhia discolor）为旋木雀科旋木雀属的鸟类。其种加词“discolor ”意为“异色的”。分布于尼泊尔、印度东至中南半岛以及中国大陆的云南等地，多生活于多栖息在海拔2000米左右的以阔叶林为主的混交林中以及亦见于村旁松树上。该物种的模式产地在印度阿萨姆邦大吉岭。

## 亚种
- 褐喉旋木雀指名亚种（学名：Certhia discolor discolor）。在中国大陆，分布于西藏等地。该物种的模式产地在印度大吉岭。[2]
- 褐喉旋木雀滇西亚种（学名：Certhia discolor shanensis）。在中国大陆，分布于云南等地。该物种的模式产地在缅甸掸邦南部Loi-pan-an。[3]